# Aegle vespertalis
Aegle vespertalis là một loài bướm đêm trong họ Noctuidae.